# Nebostenus crypticus
Nebostenus crypticus är en stekelart som beskrevs av Ian D. Gauld 1984. Nebostenus crypticus ingår i släktet Nebostenus och familjen brokparasitsteklar. Inga underarter finns listade i Catalogue of Life.